# 8743 Kèneke
8743 Kèneke è un asteroide della fascia principale. Scoperto nel 1998, presenta un'orbita caratterizzata da un semiasse maggiore pari a 3,9442593 UA e da un'eccentricità di 0,1570509, inclinata di 16,62800° rispetto all'eclittica.